# Preetz (bei Stralsund)
Preetz település Németországban, Mecklenburg-Elő-Pomeránia tartományban. Lakosainak száma 1022 fő (2023. december 31.).

## Népesség
A település népességének változása:
| Lakosok száma | 1041 | 1059 | 1015 | 1031 | 1022 |
|               | 2017 | 2019 | 2021 | 2022 | 2023 |